# 24 Hour Party People
24 Hour Party People ist ein britisch-französisch-niederländischer Film aus dem Jahr 2002 von Michael Winterbottom. Der Film ist nach einem bekannten Song der Happy Mondays benannt.

## Handlung
Erzählt wird anhand von Fakten und verfilmten Gerüchten die Entwicklung der Musikszene von Manchester von den späten 1970er Jahren bis zum Jahr 1997. Die zentrale Figur im Film ist Tony Wilson, der den Zuschauer durch den Film führt und sich des Öfteren kommentierend zur Kamera hinwendet. In solchen Momenten bricht die imaginäre Vierte Wand zwischen dem Zuschauer und den Schauspielern vorübergehend ein. Einige Szenen sind ein Zusammenschnitt aus halbfiktiven Spielszenen und glaubwürdig verbürgtem Archivmaterial.
Zentrale Motive der Handlung sind die Entstehung und Entwicklung des Musiklabels Factory Records sowie der involvierten Bands. Die erste Hälfte des Films beschäftigt sich dabei vor allem mit Joy Division / New Order, die zweite Hälfte mit den Happy Mondays, wobei auch andere Bands aus dem behandelten Umfeld, wie A Certain Ratio und The Durutti Column, dargestellt werden.
Am Anfang des Films sieht man Tony Wilson, der neben dem Musikbusiness nebenbei als Fernsehreporter diverse TV-Reportagen drehte, in einem Selbstversuch unbeholfen einen grünen Abhang in den Pennines, einem englischen Mittelgebirge, an einem rot-blau-weißen Hängegleiter hinabfliegen. Viele TV-Zuschauer amüsierten sich früher darüber, Wilson bei solchen oftmals lächerlich wirkenden Aktionen zuzusehen. In diesem Moment sind von dem Schauspieler Steve Coogan verkörperte Filmszenen und alte Archivaufnahmen des echten Tony Wilson, für den Zuschauer fast unmerklich, ineinander zusammengeschnitten. Anschließend stellt der Film den ersten Auftritt der Punk-Rock-Band Sex Pistols in der Stadt Manchester am 4. Juni 1976 vor spärlichem Publikum nach, in der mittlerweile abgerissenen Lesser Free Trade Hall, wieder als Mischung aus wackeligen unscharfen Archivbildern und inszenierten Spielszenen. Für Tony Wilson, der begeistert im Publikum sitzt, stellt dieser Auftritt ein popmusikalisches Erweckungserlebnis dar, woraufhin er den jungen Punk-Rock-Bands dieser Stunde gegen alle Widerstände in seiner TV-Sendung So it Goes eine Plattform bietet.
Mehrere Personen, wie Tony Wilson selbst, Howard Devoto von den Buzzcocks, Mark E. Smith von The Fall, Gary Mounfield von The Stone Roses und viele andere, haben kleine Gastauftritte. Am Rande eines Konzerts der Post-Punk-Band Joy Division, mit dem Schauspieler Sean Harris als Sänger Ian Curtis, begibt sich Steve Coogan in der Rolle als Tony Wilson nach draußen und steigt in den Laderaum eines dunklen Ford Transit, der ausstaffiert ist mit lilafarbenem Plüsch und in dem zwei Prostituierte sitzen, woraufhin Tony Wilson von einer der Prostituierten oral befriedigt wird und dabei von seiner Lebensgefährtin Lindsay, dargestellt von Shirley Henderson, in flagranti erwischt wird. Aus Rache geht Lindsay deshalb kurzerhand im Club mit Howard Devoto, dem Sänger der Buzzcocks, verkörpert von Martin Hancock, in einer Toilettenkabine ein Schäferstündchen ein. Anschließend sieht man den echten Howard Devoto auf der Club-Toilette vor dem Spiegel stehen, sich zur Kamera drehen und versichern, sich an die gerade gesehene Begebenheit „auf keinen Fall erinnern“ zu können (im englischsprachigen Original: „I definitely don’t remember this happening“). In diesem Moment spielt Devoto eine männliche Putzkraft, die gerade mit blauen Gummihandschuhen die Waschbecken der Club-Toilette reinigt. Es werden kurze Szenen aus historisch archivierten Konzertmitschnitten gezeigt, zum Beispiel von Iggy Pop, Siouxsie and the Banshees und The Jam.
Der Manager Tony Wilson schickt die Band New Order auf die Insel Ibiza, damit die Popgruppe das Album Technique aufnimmt, doch nach zwei Jahren hat die Band noch immer kein fertiges Album vorgelegt. Darüber hinaus bezahlt Wilson die Combo Happy Mondays, um sie auf Barbados das Album Yes Please! in einem dortigen Tonstudio aufnehmen zu lassen, da jedoch der heroinabhängige Sänger Shaun Ryder am Flughafen von Manchester sein ganzes Methadon verliert, gibt die Kapelle auf der Insel das Budget der Platte für die Beschaffung neuer Drogen aus. Als Tony Wilson die Tonbänder mit dem neuen Happy-Mondays-Album aus den Händen von Shaun Ryder entgegennimmt, stellt er im Konferenzsaal von Factory Records bei einem ersten Probehören fest, dass sich Ryder geweigert hat, seinen Gesang aufzunehmen und das Album ausschließlich aus instrumentalen Stücken besteht.
Als sich Factory Records in finanziellen Schwierigkeiten befindet, steht die Geschäftsführung vor der Entscheidung, das Label der Plattenfirma London Records zu verkaufen. Deshalb tauchen im Konferenzsaal die Vertreter von London Records auf, denen der Manager Tony Wilson den mit seinem Blut verfassten Vertrag aus der Gründungszeit von Factory Records zeigt und aus dem hervorgeht, dass das Label keine bindenden Kontrakte mit seinen Bands besitzt, woraufhin der Deal platzt. Dazu erklärt Tony Wilson: „Factory Records ist keine richtige Firma. Wir sind ein menschliches Experiment.“ (auf Englisch: „Factory Records is not actually a company. We are an experiment in human nature.“)
Im Laufe der Filmhandlung sieht man regelmäßig Tony Wilson abseits des Popbusiness, als dramaturgischer Running Gag, was eine Idee des Drehbuchautors Frank Cottrell Boyce war, bei seinem alltäglichen Beruf als Außenreporter eines lokalen Fernsehsenders, der etwa einen Schafhirten interviewt, der mithilfe einer dominanten weißen Gans seine Schafherde dirigiert, einen zwergenhaften Tierpfleger im Elefantengehege des Zoos von Chester mit der Kamera besucht oder als Anchorman einer Nachrichtensendung eine Meldung über UFO-Sichtungen innerhalb der Bürgerschaft verliest.

## Einspielergebnis
Der Film spielte in den Kinos weltweit rund 3 Millionen US-Dollar ein.

## Kritiken
Das Lexikon des internationalen Films befand, dass Michael Winterbottom mit 24 Hour Party People „ebenso facettenreich wie unterhaltsam die höchst produktive Geschichte der Musikszene Manchesters zwischen den Jahren 1976 (Punk) und 1992 (Rav-o-lution)“ rekapituliere und „dabei ein Feuerwerk an filmischen Einfällen“ abbrenne. Aus „Spielszenen, Dokumentarmaterial, Film im Film, Cameo-Auftritte[n] bekannter Musiker und fliegende[n] Untertassen“ entstehe „mit viel Selbstironie“ eine „Melange, bei der Dokument und Legende übergangslos ineinander fließen“.
Cinema schrieb über den Film, er sei eine „ideen- und facettenreiche Hommage an Manchesters 24 Hour Party People, so ein Song der Happy Mondays. Liebevoll-ironisch begleitet Michael Winterbottom […] Aufstieg und Fall von Wilson und seinen Weggefährten […] von New Wave über die Rave-Bewegung der frühen 1990er bis zum erschütternden Auftakt einer neuen Zeit: House. Fazit: Geniales Porträt einer Ära und ihrer Helden“.

## Auszeichnungen
Bei den Internationalen Filmfestspielen von Cannes 2002 war der Film im Wettbewerb um die Goldene Palme vertreten. Auf dem Internationalen Filmfest Emden-Norderney erhielt 24 Hour Party People eine Nominierung für den Emden Film Award.
Bei den British Independent Film Awards 2002 wurde der Film in der Kategorie Bester Produzent ausgezeichnet und der Szenenbildner Mark Tildesley für den Besten technischen Beitrag nominiert. Bei den Empire Awards war der Film als Bester britischer Film und Steve Coogan als Bester britischer Darsteller nominiert. Nominiert war er auch für den Political Film Society Award für Demokratie und Steve Coogan als Bester Newcomer für den Online Film Critics Society Award. Liz Gallacher war für einen Satellite Award in der Kategorie Beste Musik nominiert.

## Hintergrund
- Als Bezeichnung für das pulsierende Nachtleben in Manchester mit dem schillernden Musikclub Fac 51 Haçienda, ein von der Plattenfirma Factory Records ins Leben gerufener Tanztempel, als Zentrum entwickelte sich Anfang der 1990er Jahre der von der Musikpresse eingeführte Begriff Madchester.
- In einem Audiokommentar, der sich im Bonusmaterial der DVD von 24 Hour Party People befindet, stellt der echte Tony Wilson klar, dass etliche im Spielfilm zu sehende Handlungselemente überspitzt wiedergegeben werden, sich nicht in der dargestellten Form zugetragen haben oder sogar frei erfunden sind, zum Beispiel die Blowjob-Szene mit den beiden Prostituierten im Ford Transit. In Bezug auf die Blowjob-Szene hatte Tony Wilson versucht, der dem Filmprojekt als kundiger Berater zur Seite stand, sie aus der Urfassung des Films entfernen zu lassen, konnte sich jedoch damit nicht gegen den Regisseur Michael Winterbottom durchsetzen. Ebenso plädierte Wilson dafür, die Filmszene über die Publikumsrandale während eines Konzerts von Joy Division am 8. April 1980 in der Derby Hall, Bury in der englischen Stadt Bury herauszunehmen, da der Film suggeriere, dass Mitglieder der British National Front unter den Besuchern gewesen seien.[4] Ferner wäre Wilson glücklicher damit gewesen, wenn Ian Curtis und Shaun Ryder, die Sänger von Joy Division und der Happy Mondays, stärker in den Vordergrund der Filmhandlung gerückt wären und sich seine Person mehr im Hintergrund gehalten hätte.[5] Im Film nimmt die Figur des Tony Wilson die Position des auktorialen Erzählers ein.
- In einem zweiten Audiokommentar, der sich ebenfalls im Bonusmaterial der DVD befindet, erklärt der Schauspieler Steve Coogan in Bezug auf die spielerische Anlage seiner Rolle: „Dies ist auch keine genaue Dokumentation über Tony Wilson. Ich habe Tony auch gesagt, dass es, ich weiß nicht, 70 bis 80 Prozent Tony Wilson ist, 20 Prozent was ich einbringen möchte.“
- Für die Szenen, die im Musikclub Fac 51 Haçienda spielen, baute das Filmteam eine identische Studiokulisse mit der authentischen Ziegelsteinarchitektur der Wände, die auch das damals abgerissene Original besaß, in etwas größerer Dimension nach. Als der wirkliche Musikmanager Tony Wilson den fertigen Nachbau besichtigte, kamen ihm vor Rührung die Tränen.[6]
- Wegen der am Anfang des Films verwendeten Archivaufnahmen des ersten Auftritts der Sex Pistols in der Stadt Manchester aus dem Jahre 1976 erwog die Punk-Rock-Band, das Produktionsteam juristisch zu verklagen, wegen unklarer Rechtslage bezogen auf die alten Film- und Ton-Aufnahmen.[7]
- Die Szene, in der Tony Wilson in einer Gaststätte auf einer weißen Serviette mit dem Blut aus seinem linken Daumen unterschreibt, den er sich mit einem Messer aufschneidet, entspricht einer wahren Begebenheit: Wilson schloss 1979 auf diese ungewöhnliche Weise einen Vertrag mit Joy Division, mit dem berühmten Vertragsinhalt: „The artists own all their own work, the label owns nothing. Our bands have the freedom to fuck off.“ (auf Deutsch: „Die Künstler besitzen all ihre Werke, das Label besitzt nichts. Unsere Bands haben die Freiheit, sich jederzeit zu verpissen.“)
- Während in einer Szene der Joy-Division-Sänger Ian Curtis in seiner Wohnung Selbstmord durch Erhängen begeht, läuft der Film Stroszek des Regisseurs Werner Herzog auf seinem Fernsehgerät. Vergleichbar mit der Suizidszene in dem Ian-Curtis-Film Control von Anton Corbijn von 2007. Ian Curtis schätzte die Filme von Herzog sehr.
- Im Rahmen der Handlung über die Trauerfeier für den verstorbenen Ian Curtis sind Ausschnitte aus dem schwarz-weißen Videoclip des Joy-Division-Songs Atmosphere von Regisseur Anton Corbijn zu sehen, in dem mehrere Personen in mönchartigen Kutten und in Totenhemden mit tief ins Gesicht gezogenen Kapuzen auftreten, die einen Strand entlanggehen und riesige Bilder der Post-Punk-Band tragen. Den Videoclip drehte Corbijn 1988, acht Jahre nach Auflösung der Band, anlässlich der Veröffentlichung einer Compilation namens Substance.
- In der zweiten Hälfte des Films spaziert der Schauspieler Steve Coogan nachts durch die Straßen und kommt dabei an einem unter einer Brücke an einer Wand sitzenden Obdachlosen vorbei, gespielt von Christopher Eccleston, der den neuplatonischen Philosophen Boethius mit dessen Theorie über das Rad des Schicksals zitiert. Später sieht man Coogan als Moderator der britischen TV-Quizshow Glücksrad, obwohl der echte Tony Wilson das Glücksrad nie moderiert hatte. In der betreffenden Filmszene wird Steve Coogan von Terri Seymour ins TV-Studio begleitet, der echten britischen Co-Moderatorin der Sendung Glücksrad, die in England Wheel of Fortune heißt. Das ursprüngliche Drehbuch sah vor, den Film 24 Hour Party People mit der Glücksrad-Szene beginnen zu lassen.
- Den in grellen Neonfarben leuchtenden Vor- und Abspann mit den hektisch flackernden Namen aller an der Produktion des Films Beteiligten und den poppigen Störsignalen gestaltete die Agentur Central Station Design, die Grafik-Agentur der Happy Mondays.
- Der Schauspieler Andy Serkis, der den Musikproduzenten Martin Hannett spielt, verkörpert in den Herr-der-Ringe-Filmen von Peter Jackson die Figur des Gollum.
- In einer Szene sucht der Musikproduzent Martin Hannett den Musikmanager Tony Wilson in einem Büro auf und schießt dort im Rahmen der sich öffnenden Haustür mit einer Schreckschusspistole auf ihn. Im wirklichen Leben hatte Martin Hannett während eines zürnenden Telefongesprächs mit dem Manager Rob Gretton im Streit eine Pistole am Telefonhörer abgefeuert und nicht mit der Waffe auf Tony Wilson geschossen. In der Folge erwirkte Rob Gretton eine einstweilige Verfügung gegen Hannett.[8][9]
- In der Gastrolle des kleinwüchsigen Tierpflegers im Elefantengehege ist der Schauspieler Kenny Baker (1934–2016) zu sehen, der in den Star-Wars-Filmen den weißen Droiden R2-D2 spielte.
- In der Szene mit der filmischen Darstellung der Schießereien im Drogenmilieu von Manchester, rund um die berüchtigte Cheetham Hill Gang, läuft das hypnotische streicherbesetzte Techno-Stück Go von Moby. Ursprünglich wäre die Lizenz, das Stück im Film verwenden zu dürfen, zu teuer für das Produktionsteam gewesen. Da jedoch Moby ein großer Fan von Joy Division und New Order ist, gab er die Rechte für seinen Song zu günstigeren Konditionen frei.[10] In Bezug auf die eskalierende Waffengewalt in der Drogen-Szene in Manchester in den 1990er Jahren etablierte sich in der Umgangssprache das englische Wortspiel Gunchester als Spitzname für die Großstadt.
- Die Schlussszene, in der vor dem Darsteller Steve Coogan am Himmel Gott erscheint, wurde auf dem Dach des echten Gebäudeflügels gedreht, der vom Musikclub Haçienda noch vor dem endgültigen Abriss übrig geblieben war. An dieser Stelle spielt Steve Coogan eine Doppelrolle, sowohl den Musikmanager Tony Wilson als auch den strahlenden Gott am Firmament. Bei dem Dialog spielt Gott darauf an, dass die stilbildende Indie-Rock-Band The Smiths einst keinen Vertrag bei Factory Records unterschrieb, sondern bei der Konkurrenz Rough Trade Records.
- Auf Tony Wilson (* 1950) traf Steve Coogan (* 1965) das erste Mal bereits als kleiner Junge, als seine Tante, die als Maskenbildnerin beim Fernsehsender Granada TV arbeitete, demselben TV-Kanal, bei dem auch Tony Wilson in einem Beschäftigungsverhältnis stand, 1976 im Haus seiner Eltern ihren 21. Geburtstag feierte. Zusammen mit seinen Brüdern saß Coogan auf der Treppe, spähte durch das Geländer und beobachtete die erwachsenen Gäste, darunter den Manager Wilson, beim Feiern.[11]